# John George Brown

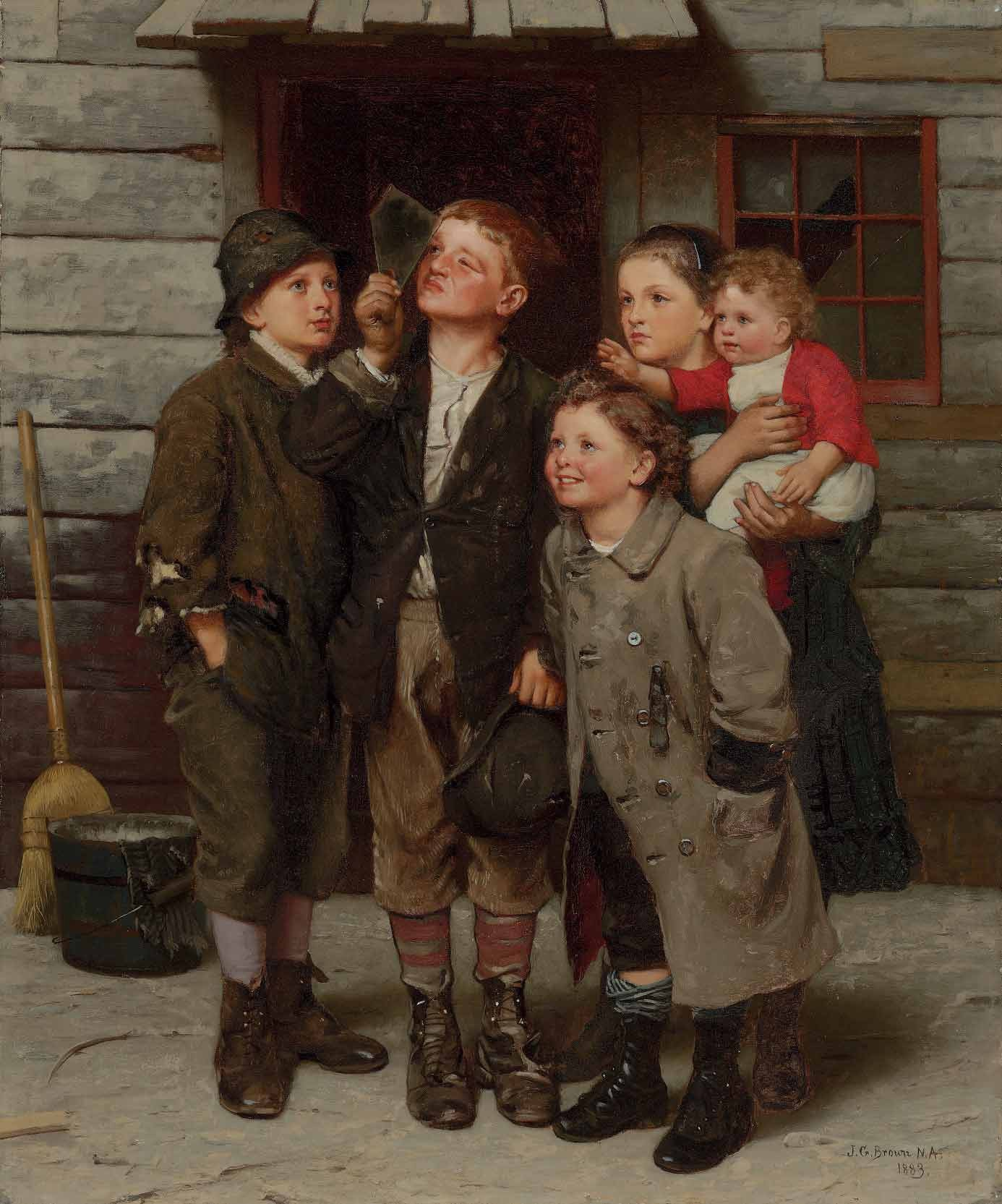
The Transit of Venus (1882)

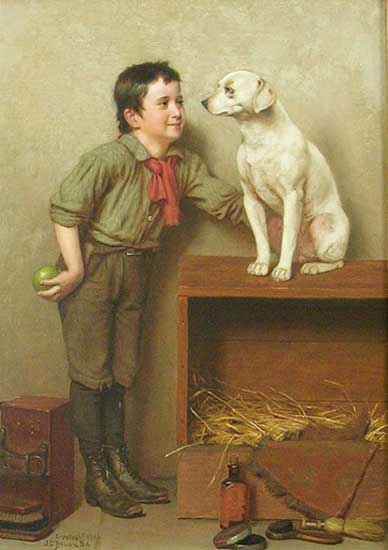
His favorite pet (1906)

John George Brown (* 11. November 1831 in Durham, England; † 8. Februar 1913 in New York) war ein englisch-amerikanischer Genremaler.

## Leben
John George Brown studierte zunächst in England bei dem Porträt- und Stilllebenmaler Robert Scott Lauder und dem Maler, Stecher und Dichter William Bell Scott, bevor er nach Amerika auswanderte. Dort setzte er in den 1850er Jahren seine Studien bei dem ebenfalls aus England stammenden Miniaturmaler Thomas Seir Cummings fort. Cummings gehörte im Jahr 1826 zu den Gründern der National Academy of Design, zu deren Mitglied (NA) John George Brown 1863 gewählt wurde und auf deren Ausstellungen er regelmäßig seine Werke präsentierte.
Das große Publikum fand besonderen Gefallen an seinen, mit „echt englischer Gründlichkeit von der Mütze bis zum zerrissenen Schuh detailliert“ gemalten Darstellungen der Straßenjugend. In anderen Sujets hatte er hingegen nur geringen Erfolg. Eines seiner bekanntesten Werke war „Heels over Head“, das er auf der Weltausstellung im Jahr 1900 in Paris zeigte.
Werke Browns sind im Metropolitan Museum, New York, in der Corcoran Gallery in Washington D.C., im Museum Detroit, Michigan und im Peabody Institut in Baltimore vertreten. Er stellte auch in Deutschland aus.

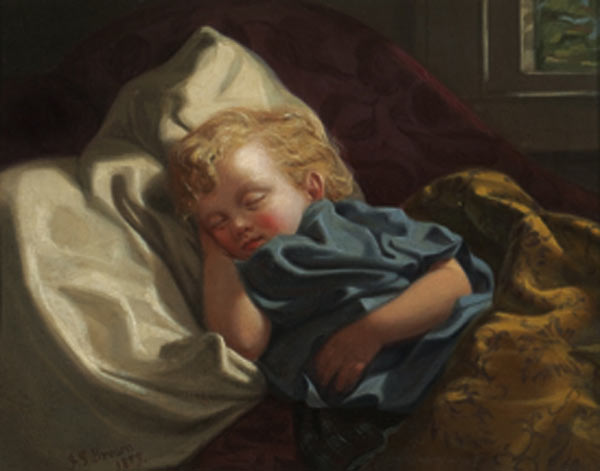
Sleeping angel (1859)
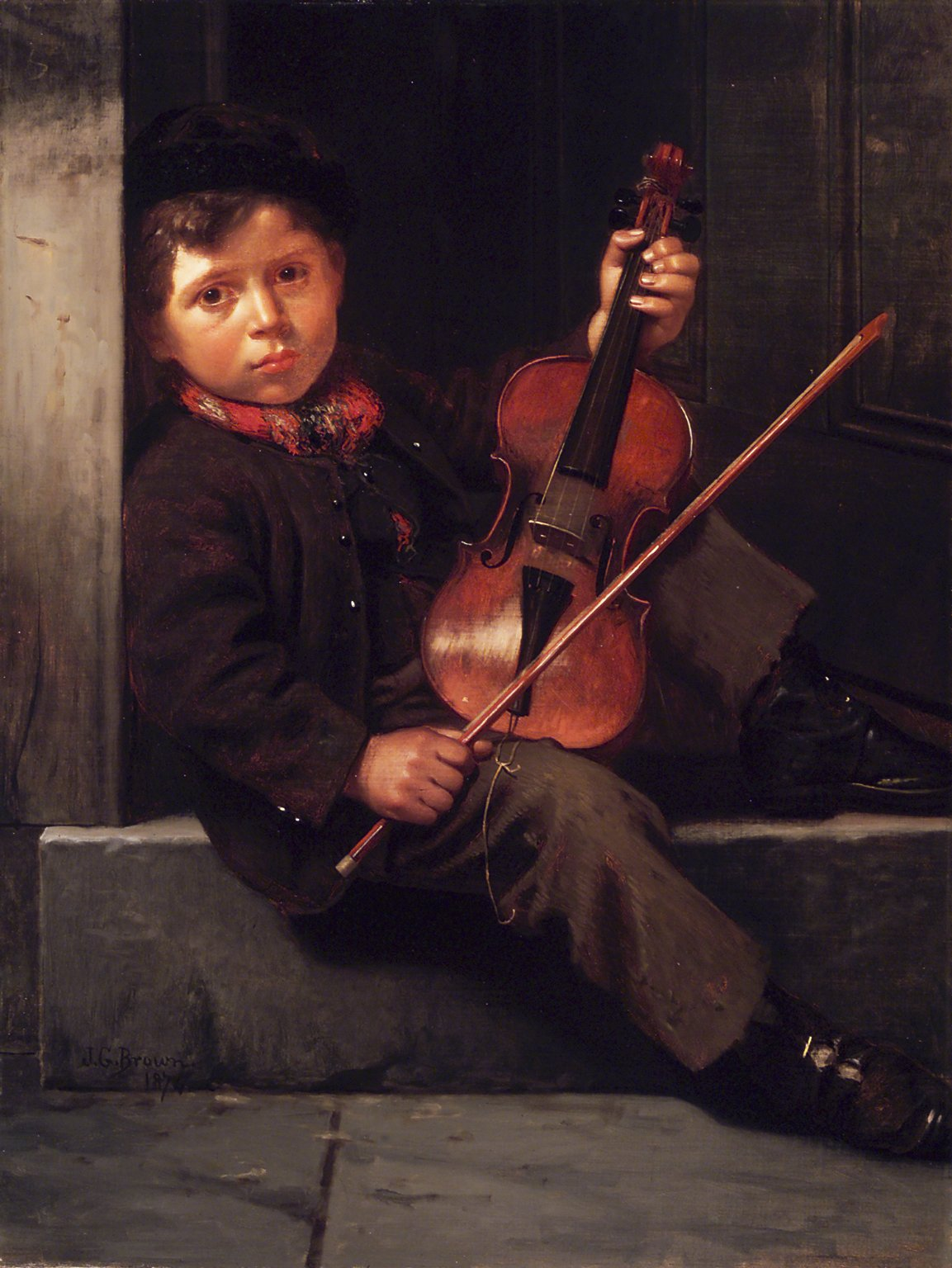
The Boy Violinist (ca. 1874)
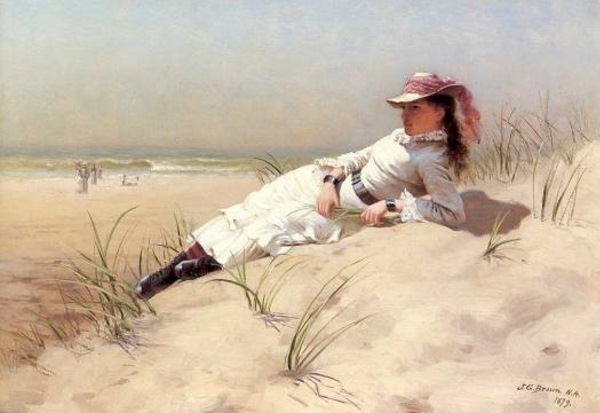
Sunshine (1879)
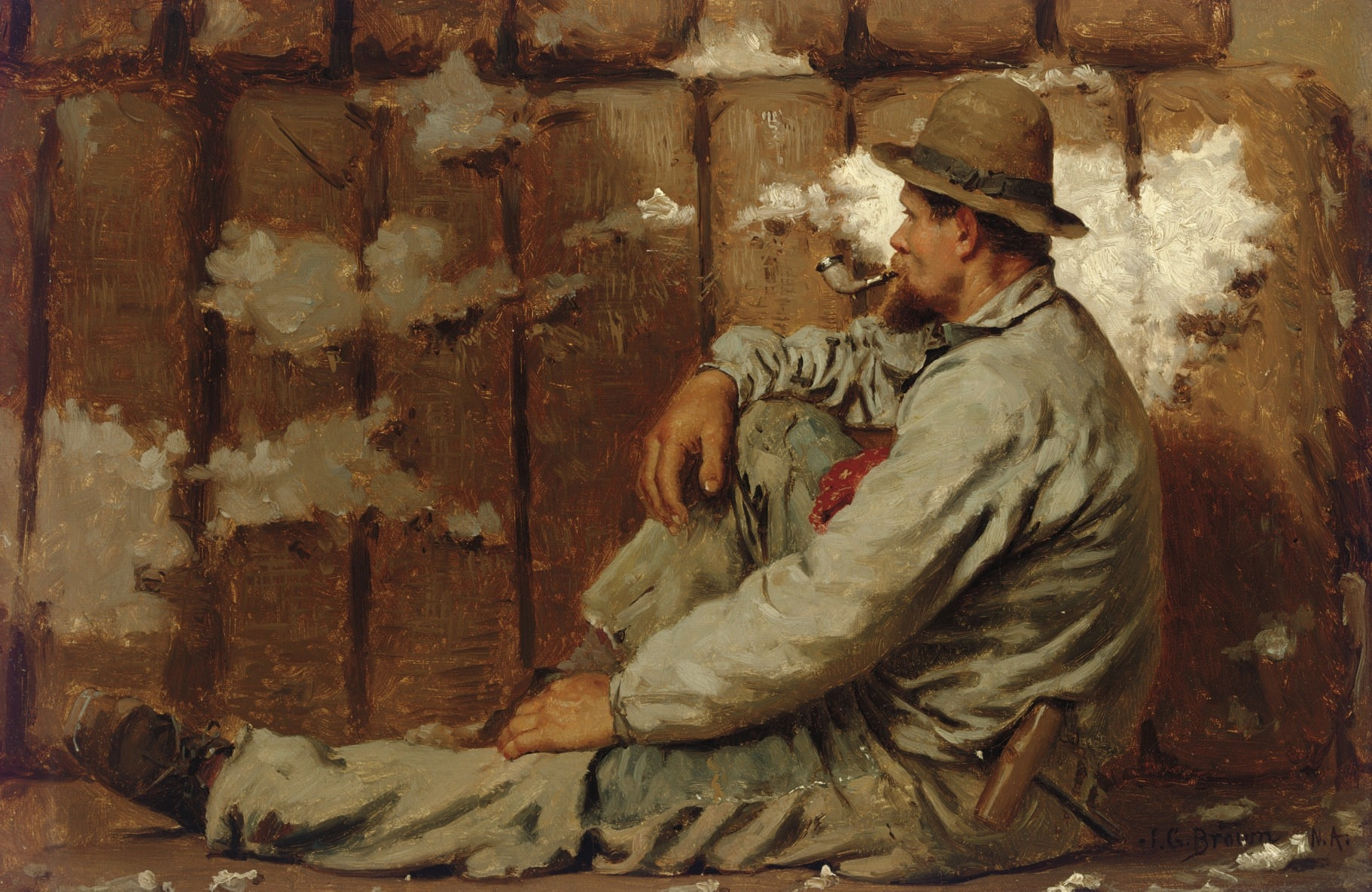
A Longshoreman (vor 1892)
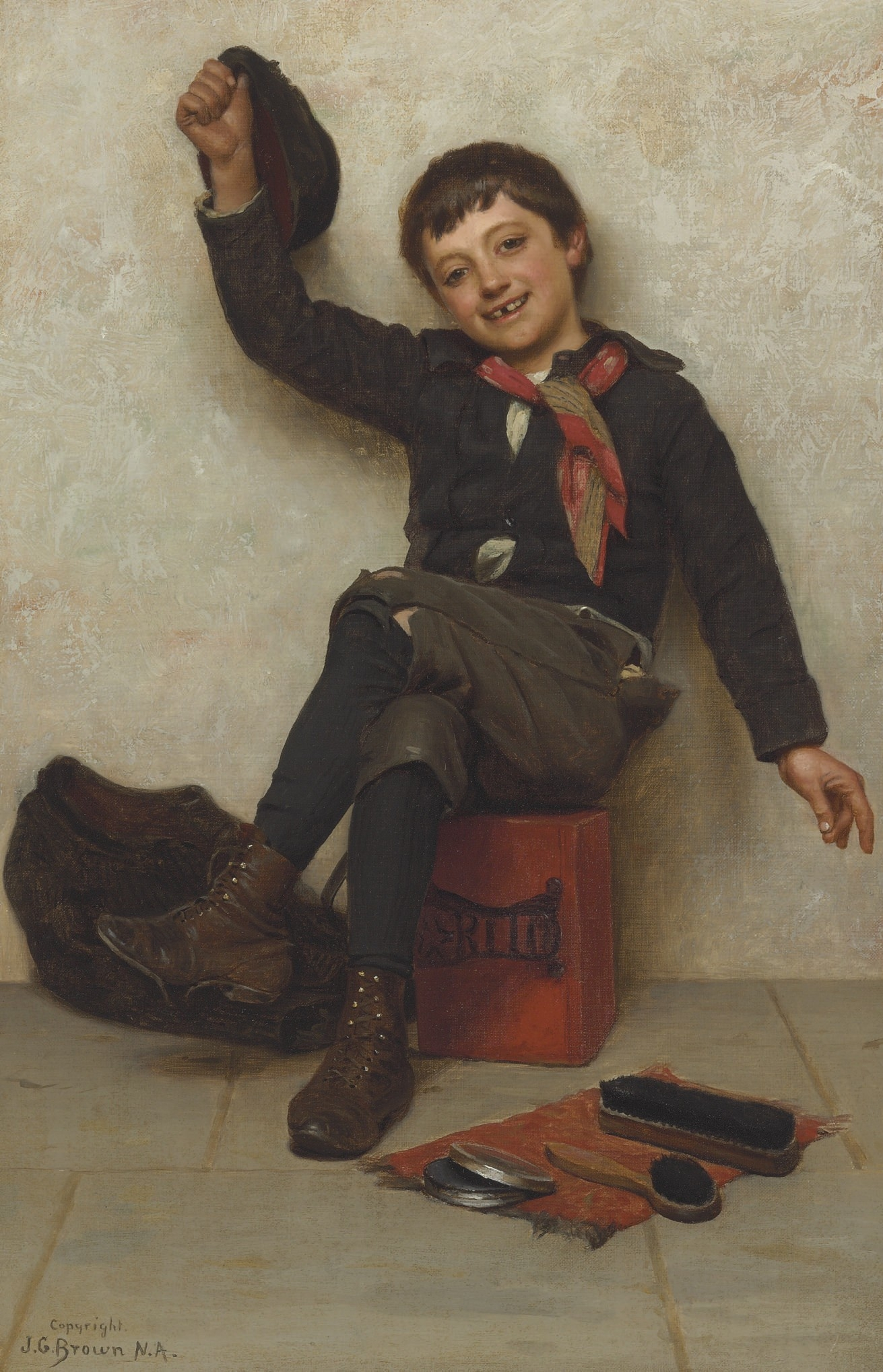
All Right (ca. 1897)